# Вирчорог (комуна)
Вирчорог (рум. Vârciorog) — комуна у повіті Біхор в Румунії. До складу комуни входять такі села (дані про населення за 2002 рік):
- Вирчорог (1197 осіб) — адміністративний центр комуни
- Сурдучел (27 осіб)
- Фишка (515 осіб)
- Шергіш (608 осіб)

Комуна розташована на відстані 408 км на північний захід від Бухареста, 29 км на схід від Ораді, 102 км на захід від Клуж-Напоки.

## Населення
За даними перепису населення 2002 року у комуні проживали 2347 осіб.
Національний склад населення комуни:
| Національність | Кількість осіб | Відсоток |
| -------------- | -------------- | -------- |
| румуни         | 2345           | 99,9%    |
| угорці         | 2              | 0,1%     |

Рідною мовою назвали:
| Мова      | Кількість осіб | Відсоток |
| --------- | -------------- | -------- |
| румунська | 2343           | 99,8%    |
| угорська  | 4              | 0,2%     |

Склад населення комуни за віросповіданням:
| Релігія       | Кількість осіб | Відсоток |
| ------------- | -------------- | -------- |
| православні   | 1996           | 85,0%    |
| п'ятдесятники | 302            | 12,9%    |
| баптисти      | 43             | 1,8%     |
| римо-католики | 3              | 0,1%     |
| реформати     | 3              | 0,1%     |